# Drusus franzi
Drusus franzi là một loài Trichoptera trong họ Limnephilidae. Chúng phân bố ở miền Cổ bắc.